# 沁源县衙
沁源县衙，位于山西省长治市沁源县沁河镇城西村，是一处山西省文物保护单位。
2021年8月4日，沁源县衙公布为第六批山西省文物保护单位，年代为明、清，古建筑类，编号6-188。